# Krusetnica
Krusetnica (szlovákul Krušetnica) község Szlovákiában, a Zsolnai kerületben, a Námesztói járásban.

## Fekvése
Námesztótól 12 km-re délnyugatra fekszik.

## Története
A falu a 16. század végén a vlach jog alapján keletkezett. A történészek a falu alapítását általában 1592-re teszik, bár 1593-ban említik először. Thurzó György, Árva várának ura 1604. február 29-én kibocsátott oklevelében úgy rendelkezik, hogy Kosóci András és István soltészok, valamint a betelepült pásztornépek itt földet kapjanak. A falu Árva várának uradalmához tartozott, élén a bíró állt. 1624-ben 90 lakosa volt. A kuruc harcokban a falu elpusztult. Lakói főként földműveléssel és háziiparral, főként kosárfonással foglalkoztak.
A 18. század végén Vályi András így ír róla: „KRUSEZNICZA. Elegyes falu Árva Várm. földes Ura a’ K. Kamara, lakosai katolikusok, fekszik Breza mellett igen ormótlan hegyek között, Biela, Oravav. Oravicza vize mellett, melly miatt sok károkat szenvednek, úgy 1792 esztendőben a’ hirtelen, és vélletlen megáradott víz által sok házak, kis gyermekek, és lakosok el ragadtattak; sok viszontagságoknak ki van téve sovány határja.”
Fényes Elek 1851-ben kiadott geográfiai szótárában így ír a faluról: „Kruszetnicza, tót falu, Árva vmegyében, 786 kath., 16 zsidó lak. Kathol. paroch. templom. Vizimalom. 62 1/8 sessio. F. u. az árvai uradalom.”
1899-ben nevét „Rostoncza” megnevezésre magyarosították, de ez nem bizonyult maradandónak. 1917-ben a község egy tűzvészben leégett. A trianoni diktátumig Árva vármegye Námesztói járásához tartozott.

## Népessége
| Év:            | 1994. | 2004.   | 2014.   | 2024.   |
| -------------- | ----- | ------- | ------- | ------- |
| Emberek száma: | 876   | 929     | 966     | 1019    |
| Eltérés:       |       | +6,05 % | +3,98 % | +5,48 % |

| Év:            | 2023. | 2024.   |
| -------------- | ----- | ------- |
| Emberek száma: | 1009  | 1019    |
| Eltérés:       |       | +0,99 % |

1716-ban 310, 1778-ban 390 lakosa volt.
1828-ban 121 háza és 820 lakosa volt.
1910-ben 742, túlnyomórészt szlovák anyanyelvű lakosa volt.
2001-ben 906 lakosából 904 szlovák volt.
2011-ben 938 lakosából 915 szlovák volt.

## Neves személyek
- Itt született 1894-ben Anton Granatier szobrász, oroszországi legionárius, politikus, a reszlovakizáció egyik irányítója.
- Itt született 1895-ben Pavol Florek történész, politikus, középiskolai tanár.

## Nevezetességei
- Mihály arkangyal tiszteletére szentelt római katolikus plébániatemploma 1811 és 1828 között épült klasszicista stílusban. 1870-ben és 1940-ben megújították. Harangját 1740-ben öntötték.
- A temető közepén álló Szentháromság-oszlop a 19. század első felében készült.
- A falu központjában álló Nepomuki Szent János-oszlop 1815-ben készült.

## Külső hivatkozások
- Hivatalos oldal
- Alapinformációk
- Községinfó
- Krusetnica Szlovákia térképén
- A község az árvai régió honlapján
- A község az Árvai régió információs oldalán
- E-obce.sk Archiválva 2008. február 7-i dátummal a Wayback Machine-ben